# Miguel García
Miguel García Zúñiga (ur. 11 sierpnia 1971 w Guadalajarze) – meksykański piłkarz występujący na pozycji obrońcy, trener.

## Kariera klubowa
García pochodzi z Guadalajary i jest wychowankiem akademii juniorskiej tamtejszego klubu Chivas Guadalajara. Mimo regularnych treningów z prowadzoną wówczas przez Jesúsa Bracamontesa pierwszą drużyną, nie potrafił zaistnieć w zespole. W późniejszym czasie został zawodnikiem CF Monterrey, w którego barwach 2 października 1994 w zremisowanym 0:0 spotkaniu z Pueblą zadebiutował w meksykańskiej Primera División. Dopiero po roku wywalczył sobie miejsce w pierwszym składzie i premierowego gola w najwyższej klasie rozgrywkowej strzelił 18 listopada 1995 w zremisowanej 2:2 konfrontacji z Morelią. Ogółem w Monterrey grał bez poważniejszych sukcesów i ze średnim powodzeniem przez cztery lata.
Latem 1998 García przeszedł do ekipy Santos Laguna z siedzibą w Torreón. W wiosennym sezonie Verano 2000 wywalczył tytuł wicemistrza kraju, zaś rok później – w rozgrywkach Verano 2001 – zdobył mistrzostwo Meksyku z drużyną prowadzoną przez Fernando Quirarte. Były to zarazem jego jedyne większe osiągnięcia podczas pobytu w Santosie Laguna; barwy tego klubu reprezentował przez pięć lat, niemal wyłącznie pełniąc jednak rolę rezerwowego. Zaraz potem przeniósł się do drugoligowego Trotamundos de Tijuana, gdzie w wieku 33 lat zdecydował się zakończyć piłkarską karierę.

## Kariera reprezentacyjna
W czerwcu 1991 García został powołany przez Alfonso Portugala do reprezentacji Meksyku U-20 na Mistrzostwa Świata U-20 w Portugalii. Tam był jednym z ważniejszych graczy kadry narodowej; rozegrał trzy z czterech możliwych spotkań (z czego dwa w wyjściowym składzie), natomiast Meksykanie zakończyli swój udział w turnieju na ćwierćfinale, ulegając w nim po dogrywce gospodarzom – Portugalii (1:2).

## Kariera trenerska
Bezpośrednio po zakończeniu kariery piłkarskiej García rozpoczął pracę w roli szkoleniowca, pełniąc różne funkcje w akademii młodzieżowej swojego byłego klubu Santos Laguna. W latach 2005–2012 opiekował się kolejno trzecioligowymi i drugoligowymi rezerwami, drużyną do lat dwudziestu i siedemnastu. W latach 2013–2016 awansował na stanowisku asystenta w pierwszym zespole, współpracując wówczas kolejno z Pedro Caixinhą, Pako Ayestaránem i Luisem Zubeldíą. W maju 2016 został trenerem beniaminka drugiej ligi – Tampico Madero FC, w ramach współpracy pomiędzy obydwoma klubami (Santos Laguna i Tampico posiadały wspólnego właściciela – przedsiębiorstwo Grupo Orlegi). Został jednak zwolniony już po czterech miesiącach wobec słabych wyników (tylko jedno zwycięstwo w dziesięciu meczach), powracając do pracy z trzecioligowymi rezerwami Santosu Laguna.